# Giske
Giske é uma comuna da Noruega, com 40 km² de área e 6 578 habitantes (censo de 2004).         